# Le Cercle vicieux
Pour les articles homonymes, voir Cercle vicieux (homonymie).
Pour plus de détails, voir Fiche technique et Distribution.
Le Cercle vicieux est un film français réalisé par Max Pécas, sorti en 1960.

## Synopsis
Artiste peintre, Sacha est un trentenaire cupide. C’est par intérêt qu’il épouse la très riche comtesse allemande, Frieda Wromberg. Mais il s’en lasse vite. Sitôt rentré de voyage de noces, il décide de plaquer la comtesse pour renouer avec son ancienne maîtresse italienne, Manuella. Sur la route, ils sont victimes d’un accident de voiture, et la jeune fille meurt carbonisée. Sacha retourne chez son épouse, mais ne supportant plus sa jalousie et ses reproches, il l’étrangle et l’enterre dans le jardin. Manuella n’ayant ni famille ni ami, l’idée germe dans la tête de Sacha de faire croire que c’est la comtesse qui est morte carbonisée. Il toucherait ainsi l’héritage pactole. Mais rien ne va alors se passer comme il l’aurait voulu.

## Fiche technique
- Réalisateur : Max Pécas
- Producteur : René Thévenet pour Contact Organisation et Paris Inter Productions
- Scénariste : Frédéric Valmain, d'après son roman, La mort dans l'âme
- Directeur de la photographie : André Germain
- Cadreur : Charles-Henry Montel
- Musique : Charles Aznavour
- Montage : Paul Cayatte
- Assistant réalisateur : Bernard Paul
- Directeur de production : André Reffet
- Distributeur : Unidex
- Tournage : du 27 octobre au 19 novembre 1959
- Pays d'origine :  France
- Format :  Noir et blanc - 35 mm - Son mono
- Genre : Policier
- Durée : 95 min
- Date de sortie : 
  - France 27 avril 1960

## Distribution
- Claude Titre : Sacha
- Claude Farell : Dina
- Louisa Colpeyn : Frieda Wromberg
- Henia Suchar : Manuella
- Robert Beauvais : Nicky
- Yves Barsacq : Dubois / Eugène Broulard
- Régine André : la bonne

## Autour du film
- Patrick Modiano cite plusieurs fois ce film dans ses romans parce que sa mère, Louisa Colpeyn  tenait le rôle de Frieda Wromberg, la riche comtesse allemande[1].
- Au début du film la caméra s'attarde longuement sur la Rue de Buci et ses commerces et ses rues adjacentes.
- Le film a été réédité chez René Chateau Vidéo en 2010